# Kovnatost
Kovnatost je obsah určitého zájmového kovu v hornině či v rudě, který je důležitým ukazatelem pro případnou těžitelnost prvku a jeho rentability. Uvádí se zpravidla v procentech či v získaných gramech na tunu vytěžené horniny. Velice blízko souvisí s klarkem, což je průměrná hodnota výskytu prvků či kovů v zemské kůře. Pokud je kovnatost horniny či rudy dostatečně vysoká, je možná ekonomicky přijatelná těžba, která bude generovat zisk.
Ekonomicky přijatelná kovnatost je v čase nestálá a proměnná s postupným nestejnoměrným poklesem. Rudy, které dříve měly nerentabilní kovnatost se vlivem nových postupů stávají rentabilní. Ekonomicky těžitelná kovnatost závisí na několika faktorech jako jsou například: 
- způsob těžby
- kapacita dolu/lomu
- technologie úpravy
- pozice lomu - dostupnost komunikací, železnice atd.
- klimatické podmínky
- geologický typ ložiska
- místní náklady na těžbu
- aktuální ceny na světových trzích

Například na začátku 21. století je u zlata za přijatelnou kovnatost umožňující povrchovou těžbu v oblasti Kašperských Hor považován výskyt tohoto kovu v množství 5 g/t a u hlubinné těžby pak 3 g/t. Vlivem soustavné těžby všech surovin dochází k neustálému poklesu kovnatosti těžených kovů a prvků. Pro udržení stejného množství těžené rudy je pak potřeba těžit stále větší objemy horniny, ze které se prvek získává.